# Bruno Massot

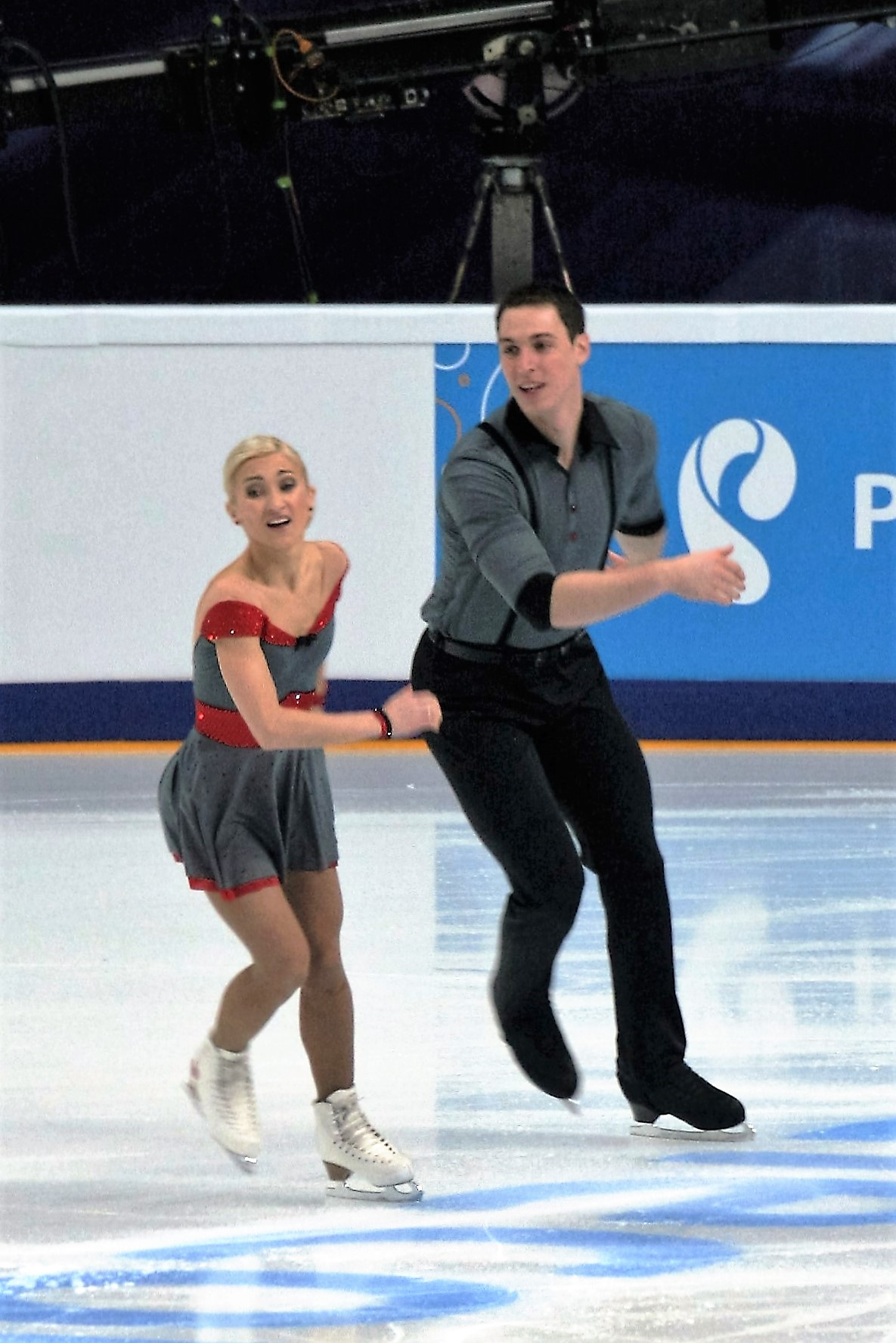
Bruno Massot con Aljona Savchenko durante la Rostelecom Cup 2016

Bruno Massot (Caen, 28 gennaio 1989) è un pattinatore artistico su ghiaccio francese naturalizzato tedesco che gareggia dal 2015 per la Germania in coppia con Aljona Savchenko, con cui ha vinto la medaglia d'oro alle Olimpiadi di Pyeongchang 2018 e un campionato mondiale nel 2018. In precedenza aveva rappresentato la Francia.

## Biografia
Massot ha iniziato la sua carriera juniores gareggiando in singolo, fino a cominciare a cimentarsi nel pattinaggio a coppie, insieme a Camille Foucher, nel 2007. Dopo tre stagioni con Foucher, con la quale ha vinto due medaglie di bronzo ai campionati francesi senior, Massot ha pattinato per un anno con Anne-Laure Letscher fino al 2011. Quindi si è unito con Daria Popova, debuttando agli Europei di Sheffield 2012 e rappresentando la Francia ai Mondiali di Saitama 2014.
Il 29 settembre 2014, dopo una trattativa iniziata a marzo dello stesso anno, la federazione tedesca aveva annunciato il passaggio di Massot alla Germania, che avrebbe fatto coppia con la pluricampionessa mondiale e due volte bronzo olimpico Aliona Savchenko. La federazione francese fu però molto riluttante a rilasciare l'atleta, e Massot poté gareggiare sotto la bandiere tedesca solamente a partire dal 26 ottobre 2015. I due, al loro primo anno insieme, vincono subito una medaglia d'argento ai campionati europei di Bratislava 2016 e successivamente il bronzo ai Mondiali di Boston 2016.
Massot e Savchenko si confermano vicecampioni europei ad Ostrava 2017 e giungono secondi pure ai Mondiali di Helsinki 2017, superando la coppia formata da Evgenija Tarasova e Vladimir Morozov e piazzandosi dietro i cinesi Sui Wenjing e Han Cong. Vincono la Finale Grand Prix 2017-18 stabilendo il record mondiale ottenendo nel programma libero il punteggio 157.25.
La coppia tedesca è medaglia d'oro Olimpica ai Giochi di Pyeongchang 2018 dove, con 235.90 punti complessivi, hanno la meglio sui cinesi Sui Wenjing e Han Cong (235.47 punti) e sui canadesi Meagan Duhamel ed Eric Radford (230.15 punti). Ottenendo 159.31 punti nel programma libero stabiliscono anche il nuovo record mondiale. In seguito Massot vince pure il suo primo titolo mondiale ai campionati di Milano 2018, sfoderando una prestazione che vale i nuovi record del punteggio totale e del programma libero (per la prima volta viene superata la soglia dei 160 punti).

## Palmarès

### Con Savchenko per la Germania
| Giochi olimpici                         |    |    | 1º |
| Campionati mondiali                     | 3º | 2º | 1º |
| Campionati europei                      | 2º | 2º |    |
| GP Finale                               |    |    | 1º |
| GP Rostelecom Cup                       |    | 1º |    |
| GP Skate America                        |    |    | 1º |
| GP Skate Canada                         |    |    | 2º |
| GP Trophée de France                    |    | 1º |    |
| CS Nebelhorn Trophy                     |    | 1º | 2º |
| CS Tallinn Trophy                       | 1º |    |    |
| CS Warsaw Cup                           | 1º |    |    |
| Bavarian Open                           | 1º |    |    |
| Nazionali                               |    |    |    |
| Campionati tedeschi                     | 1º |    | 1º |
| CS = Challenger Series; GP = Grand Prix |    |    |    |

### Con Popova per la Francia

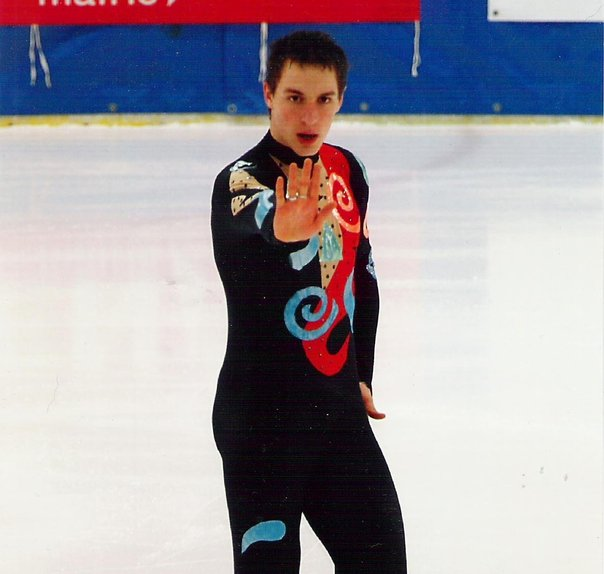
Massot nel 2011

| Risultati                    | Risultati      | Risultati      | Risultati      |
| Internazionali               | Internazionali | Internazionali | Internazionali |
| Evento                       | 2011–12        | 2012–13        | 2013–14        |
| ---------------------------- | -------------- | -------------- | -------------- |
| Campionati mondiali          |                |                | 15º            |
| Campionati europei           | 8º             | 7º             | 11º            |
| GP Cup of China              |                |                | 8º             |
| GP Skate Canada              |                | 5º             |                |
| GP Trophée de France         |                | 7º             |                |
| Challenge Cup                |                | 4º             | 1º             |
| Coupe Internationale de Nice | 10º            |                |                |
| Nebelhorn Trophy             |                | 5º             |                |
| NRW Trophy                   | 4º             |                |                |
| Nazionali                    |                |                |                |
| Campionati francesi          | 1º             | 2º             |                |
| Team events                  |                |                |                |
| World Team Trophy            | 4º T (6º P)    |                |                |

### Con Foucher e Letscher per la Francia
| Risultati                        | Risultati                        | Risultati                        | Risultati                        | Risultati                        |
| Internazionali: categoria Junior | Internazionali: categoria Junior | Internazionali: categoria Junior | Internazionali: categoria Junior | Internazionali: categoria Junior |
| Evento                           | 2007–08 (con Foucher)            | 2008–09 (con Foucher)            | 2009–10 (con Foucher)            | 2010–11 (con Letscher)           |
| -------------------------------- | -------------------------------- | -------------------------------- | -------------------------------- | -------------------------------- |
| Campionati mondiali              | 18º                              | 14º                              |                                  |                                  |
| JGP Regno Unito                  |                                  | 11º                              |                                  |                                  |
| Nazionali                        |                                  |                                  |                                  |                                  |
| Campionati francesi              | 3º                               | 3º                               |                                  | 3º                               |